# Staccato
Staccato je styl hudebního přednesu, kdy jsou jednotlivé tóny hrány s co nejvýraznějším oddělením. Obvykle tón netrvá po celou zapsanou délku noty, ale je zkrácen a zbytek trvání noty nahrazen pauzou.
Staccato se v notovém zápisu označuje tečkou nad nebo pod notou. Je důležité jej nezaměňovat s tečkou vpravo vedle noty - ta se netýká způsobu přednesu, ale prodlužuje trvání tónu.
Ukázka zápisu hry staccato:
V tomto zápisu je čtvrťová nota hrána spíše jako osminová nota následovaná osminovou pauzou. Pokud je úmyslem hudebníka ještě více zvýraznit „trhaný“ staccatový charakter fráze, pak spíše jako šestnáctinová nota následovaná pauzou o délce tří šestnáctin.